# Mercadona
Mercadona es una empresa española de distribución con sede en el municipio de Albalat dels Sorells y origen en Puebla de Farnals, ambos pertenecientes a la provincia de Valencia (España).
Cuenta con 1676 supermercados, de los cuales 1637 están en España (con presencia en las 52 provincias, así como Ceuta y Melilla) y 39 en Portugal. Estos establecimientos constan de una superficie media de 1300 m², que responden al modelo denominado comercio urbano de proximidad, y mantienen un surtido en alimentación, droguería, perfumería y complementos donde incluyen sus propias marcas blancas, junto con otras marcas comerciales.
Mercadona dispone de una plantilla total de 99 000 trabajadores (95 500 en España y 3 500 en Portugal) y se trata de la cadena de supermercados con mayor cuota en el sector de la distribución en España: 25,8%.

## Origen e historia

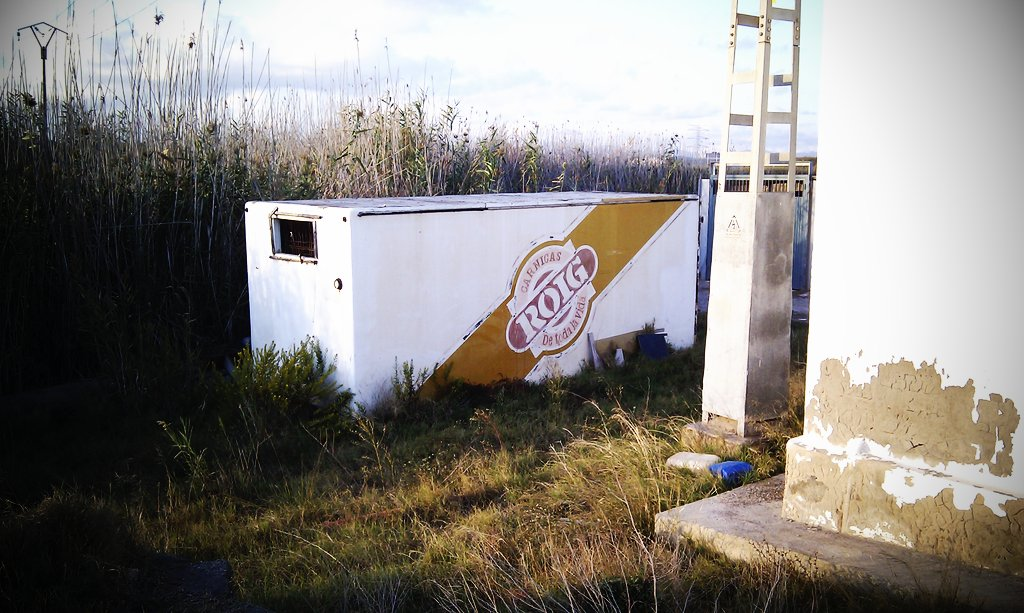
«Cárnicas Roig. De toda la vida»

Mercadona S.A. nace en 1977, dentro del grupo Cárnicas Roig, propiedad de Francisco Roig Ballester y su esposa Trinidad Alfonso Mocholi, con el objetivo de ampliar la comercialización de carnes y expandirse al negocio de ultramarinos. Según uno de los hijos del matrimonio, Juan, el nombre de Mercadona se puso para emular el de una marca de pasta italiana, Mercadonna, pero modificado ligeramente; sin embargo, en otras fuentes se señala que proviene del valenciano mercat de dona («mercado de la mujer»).
En 1981 Juan Roig compra la empresa de sus padres, que en ese momento cuenta con ocho tiendas de ultramarinos en Valencia, con el apoyo de su esposa y de sus hermanos Francisco, Amparo y Trinidad.
La estrategia de expansión se realiza en un primer momento mediante la adquisición de otras empresas de su sector que comienzan a acusar la presión del capital francés y así se hace en 1988 con la adquisición de los 22 supermercados en Valencia de Superette, en 1989 con la adquisición de las empresas Cesta Distribución y Desarrollo de Centros Comerciales para tener presencia en Madrid, en 1991 con la adquisición de Supermercados Dinos y Super Aguilar y en 1998 con la adquisición de las cadenas catalanas de Almacens Paquer, Superama y Supermercats Vilaró. También se firman alianzas como la alcanzada en 1997 con Almacenes Gómez Serrano para introducirse en el mercado andaluz.
La concentración mencionada coloca también a Mercadona en una situación difícil en aquella época pero, a pesar de jugosas ofertas de compra de la empresa, Juan Roig decide mantenerla y explorar modelos de gestión que le permitan su crecimiento. En 1990 Juan Roig junto a su esposa Hortensia, se hacen con la mayoría del accionariado de la empresa.
Como primera reacción a esa concentración Mercadona realiza una política de reducción de precios con los proveedores e invierte fuertemente en publicidad y en la realización de ofertas gancho, en las que se publicitan productos con un precio extremadamente atractivo compensándose con otros productos el margen perdido, pero pronto se ve que los resultados no son los esperados y se decide replantear la situación mediante un modelo llamado Gestión de Calidad Total y una estrategia llamada Siempre Precios Bajos, que vieron la luz en 1993.
Durante el periodo 2017-2022, la empresa distribuidora lleva a cabo una remodelación integral de la totalidad de sus establecimientos, con criterios de sostenibilidad y eficiencia energética, así como una mejor distribución del espacio y un mayor enfoque a productos frescos (introduciendo por ejemplo máquinas exprimidoras de naranjas).
Para 2018 su plantilla estaba compuesta de 85 800 empleados con un 36 % de hombres y un 64 % de mujeres. La compañía realizó en ese mismo año una inversión de 1.504 millones de euros. Para el periodo de 2019-2023, Mercadona tiene prevista una inversión superior que llega a los 10 000 millones de euros, destinados para las reformas de las tiendas y nuevas aperturas, automatizar su logística, transformación digital de la compañía, venta en línea y la puesta en marcha en Portugal.

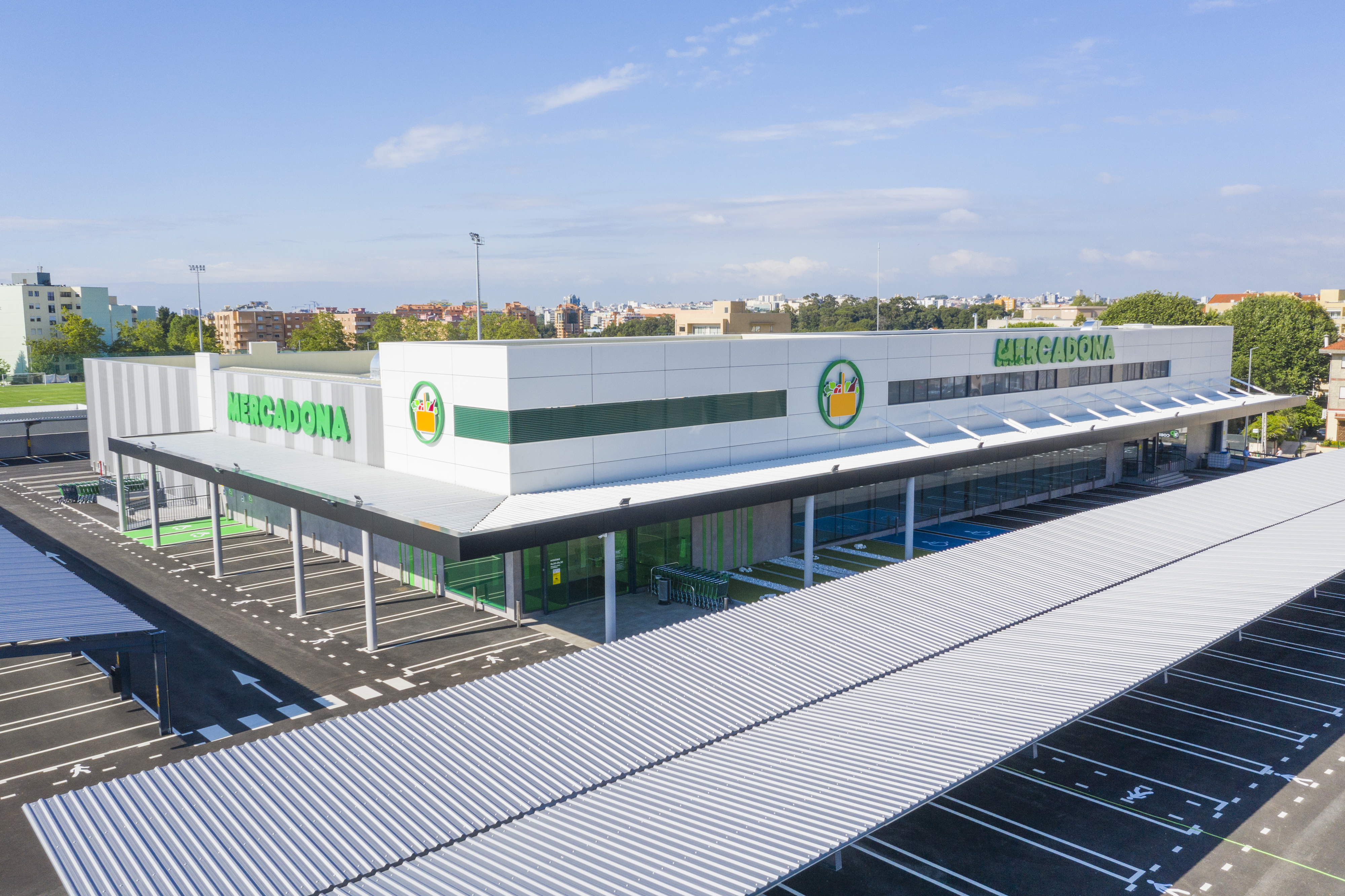
Establecimiento en Vila Nova de Gaia, el primero de Portugal

En 2019 acometió el inicio de su expansión internacional, abriendo su primera tienda en Portugal. Al año siguiente abrirá otra decena y durante los próximos años prevé llegar a los 150 supermercados en el vecino ibérico. La empresa de alimentación destinó 160 millones de euros entre 2016 y 2018 a su proceso de internacionalización y estimaba invertir otros 100 millones durante 2019.

## Organización social

### Consejo de administración
El capital de Mercadona es mayoritariamente familiar y en 2015 su consejo de administración se componía de las siguientes personas:
- Juan Roig Alfonso, presidente
- Hortensia María Herrero Chacón, vicepresidenta y esposa de Juan Roig Alfonso
- Fernando Roig Alfonso, miembro del consejo y hermano de Juan Roig Alfonso
- Rafael Gómez Gómez, miembro del consejo
- Hortensia Roig Herrero, miembro del consejo e hija de Juan Roig Alfonso y de Hortensia María Herrero Chacón
- Amparo Roig Herrero, miembro del consejo e hija de Juan Roig Alfonso y de Hortensia María Herrero Chacón
- Juana Roig Herrero, miembro del consejo e hija de Juan Roig Alfonso y de Hortensia María Herrero Chacón
- Carolina Roig Herrero, secretaria del consejo e hija de Juan Roig Alfonso y de Hortensia María Herrero Chacón

### Capital social
Con datos de 2016, el capital de la empresa se reparte como sigue:
- Juan Roig Alfonso (50 %)
- Hortensia María Herrero Chacón (30 %)
- Fernando Roig Alfonso (9 %)
- Rafael Gómez Gómez y familia (7,30 %)

## Modelo de gestión
En 1993 la empresa implanta una estrategia que llama Siempre Precios Bajos (SPB) que pretende mantener bajos los precios de los productos sin disminuir la calidad. Elimina la publicidad y las ofertas gancho para que el consumidor sienta que siempre encontrará precios bajos con independencia de cuando compre. En lugar de negociar con los proveedores para conseguir disminuir el precio del producto con contratos a largo plazo se recurre a los llamados interproveedores, que son varias decenas de empresas que deciden producir para Mercadona, y los productos son vendidos con la marca del supermercado. Con este objetivo en 1996 Mercadona crea Hacendado, Bosque Verde, Deliplus y Compy. La estrategia SPB va unida a un modelo de gestión enfocado en el cliente llamado Gestión de Calidad Total (GCT). En la política interna de la empresa se centran en la satisfacción del cliente, como si fuera el verdadero jefe.
El crecimiento y expansión de Mercadona es considerado como un éxito que ha llamado la atención de estudiosos del sector. Durante el período 1998-2003 el crecimiento de su volumen de ventas superó el 25 % anual, cuando el ratio normal del sector no suele superar el 9 %. siendo superada en crecimiento únicamente por Walmart y consolidándola como la decimocuarta empresa de distribución en el ámbito mundial.
Según su presidente Juan Roig, su estrategia central se ha resumido en la combinación de buenos salarios y una alta productividad. El salario medio de Mercadona en 2014 era de 24.122 euros, el tercero de las 16 empresas del sector evaluadas por un estudio de Infoempresa.com.
Según la revista estadounidense Family Business Magazine está entre las empresas familiares más grandes del mundo, en el puesto 85 entre 250, siendo la número 2 de España después de El Corte Inglés.
Un informe de Kantar World Panel sobre el sector indica que en 2018 continúa siendo líder con una cuota del 24,9 %.
La práctica totalidad de la contratación es indefinida. La compañía reparte una parte de sus beneficios con sus trabajadores en concepto de prima. En 2018, la cifra ascendió a 325 millones de euros repartidos entre sus trabajadores.

## Datos de facturación
| Facturación de Mercadona entre 2005 y 2020 (en millones de euros, Iva incluido) |
| ------------------------------------------------------------------------------- |
|                                                                                 |
| Fuente: Mercadona                                                               |
| Gráfica elaborada por: Wikipedia                                                |

## Presencia geográfica
Mercadona posee once bloques logísticos con 854 000 m² en Valencia, Málaga, Barcelona, Alicante, Sevilla, Tenerife, Madrid, León y Gran Canaria. Tiene previsto abrir un nuevo bloque logístico en Vitoria (Álava)  y dispone de almacenes satélites en Canarias y Baleares.
En cuanto a superficies de venta Mercadona dispone de 1574 supermercados en España.

## Marca de la distribución

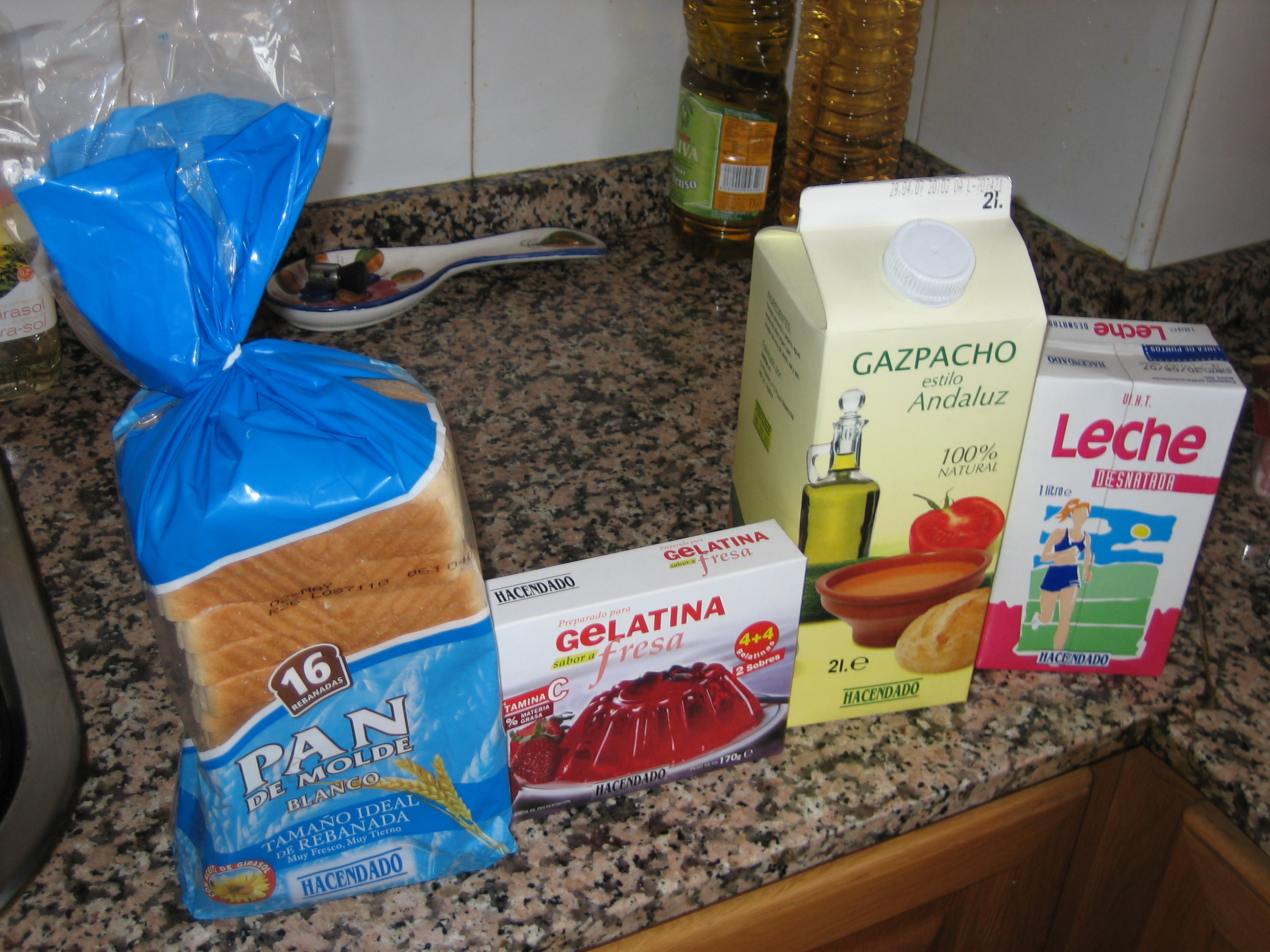
Varios productos de la marca Hacendado.

Mercadona es la cadena de distribución de España que vende más productos de marca blanca o marca del distribuidor con un 46,5% del total de productos vendidos. Además, cerca del 60% de los productos que vende son de marcas propias. Mercadona utiliza la marca Hacendado para los productos de alimentación, Deliplus para los productos de cosmética, Bosque Verde para limpieza del hogar y droguería y Compy para productos para mascotas.

## Controversia

### Modelo de gestión
La preeminencia de las marcas de la propia distribuidora con respecto a una menor variedad de otras marcas ha provocado algunas críticas encabezadas por proveedores, con alguna mención del gobierno.
En cuanto a los proveedores, además de las quejas de aquellos que fabrican marca propia por la retirada de sus productos, se han anunciado presiones de Mercadona interproveedores, que según ellos ven limitada su libertad de acción, pretenden controlar toda la cadena productiva o trasladar los costes de distribución por expectativas no alcanzadas.
Respecto a la acusación de concentración vertical cabe destacar la creación por la familia Roig de Sociedades de Capital Riesgo como Angels Capital y Atitlán Alpha Capital que intervienen de forma prioritaria en las relaciones con los interproveedores

### Conflictos laborales
La política social ha sido también cuestionada, en especial por el sindicato CNT que desde 2004 mantiene un conflicto laboral que fue dado a conocer por los propios empleados de la compañía.
Los casos más destacados y conocidos en los medios de comunicación, como en la propia red de Internet, son las sentencias firmes por acoso a las trabajadoras de la empresa. Algunas acusaciones más que han sido hechas contra esta empresa son violar el derecho de las trabajadoras a guardar el tiempo de lactancia de sus hijos, puesto que en lugar de distribuirse mediante una hora al día a lo largo de nueve meses - como establece el Estatuto de los Trabajadores en su artículo 37.4;- es unificado en un solo mes, lo cual, en contra de lo manifestado por la empresa como beneficio social, en lugar de ofrecer un mes más por maternidad supone en realidad una limitación al derecho potestativo de elección en cuanto al período de lactancia. Mercadona ha sido acusada también de someter a sus trabajadores a un examen anual de conducta.

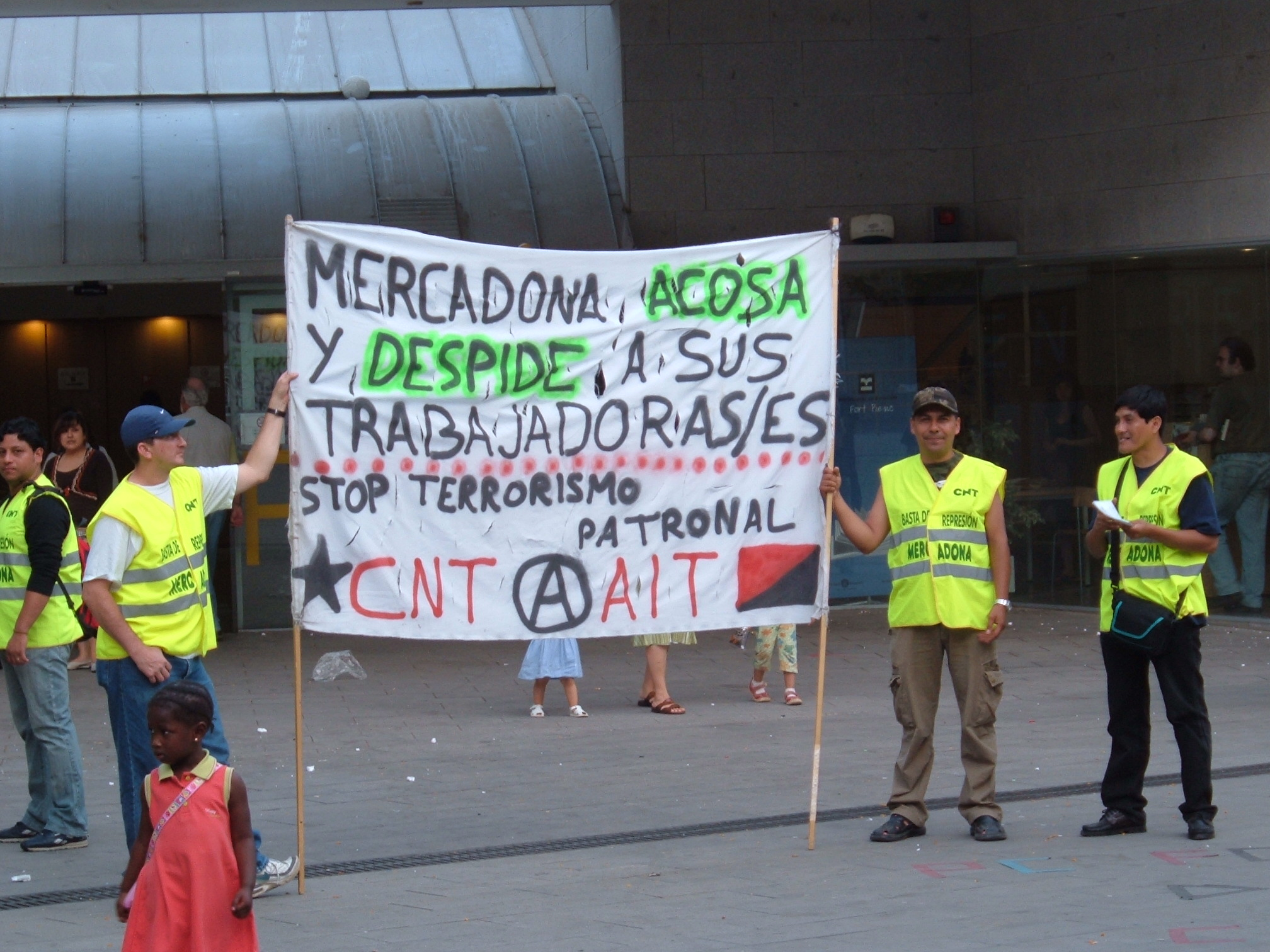
Trabajadores de Mercadona en huelga en 2006

También un colectivo de trabajadores de Mercadona en San Sadurní de Noya, Barcelona, llevaron a cabo en los años 2006 y 2007 la huelga indefinida más larga de la historia de Cataluña. La huelga comenzó el mes de marzo del 2006 y terminó el mes de abril de 2007, un total de trece meses.
Actualmente, el conflicto entre CNT y Mercadona sigue abierto, y se han presentado nuevas denuncias por acoso laboral y malos tratos hacia los trabajadores.

#### Polivalencia
Una crítica muy repetida a Mercadona es que exige a los trabajadores ser polivalentes y capaces de trabajar en cualquier parte del supermercado en cualquier momento, lo que dificulta su desarrollo en una profesión determinada y limita sus posibilidades de crecimiento a la propia empresa.

#### Imagen y estereotipos de género
También ha sido criticada la imagen impuesta a los trabajadores por la empresa, ligada a los estereotipos de género. Se exige que los hombres vayan afeitados y con el pelo corto y las mujeres "no maquilladas como una puerta, pero sí con algo de color". Además, no se permite a ninguna persona tener pírsines visibles.

### Otros problemas
En 2012 el programa de investigación Salvados, de la cadena La Sexta, puso de relieve que Mercadona no colaboraba con los bancos de alimentos. Después de conocerse esto Mercadona corrigió su actitud y firmó un acuerdo con el Banco de Alimentos para realizar donaciones y ha colaborado posteriormente con esa institución.
En 2021 Mercadona fue condenada a pagar una multa de dos millones y medio de euros por haber realizado reconocimientos faciales de los clientes en cuarenta y ocho establecimientos.

#### Racismo
La futbolista Ludmila da Silva publicó en sus redes sociales un video grabado en uno de sus supermercados en el que afirmaba que cada vez que entraba en un supermercado tenía un vigilante de seguridad siguiéndola. A pesar de que el  video fue publicado en diversos medios de comunicación, la empresa se limitó a declarar que nadie había puesto en su conocimiento los hechos.

#### Publicidad encubierta
Mercadona ha sido señalada por supuestamente enviar comunicados de prensa a los medios con el fin de publicitarse. De este modo, en el verano de 2024 envió un «comunicado urgente» a numerosos medios españoles que estos publicaron como noticia literal y sin contrastar. El mensaje pudo constituir un caso de publicidad encubierta de la empresa para promocionar la bajada de precio de un producto, lo que generó un debate acerca de la confusión que se crea en los consumidores entre noticias reales y publicidad. La asociación española de autorregulación publicitaria Autocontrol ha emitido dictámenes en otras ocasiones en los que califica de «publicidad encubierta» (vulneración de la norma 13) de Mercadona a piezas informativas publicadas en medios que en realidad tendrían un propósito publicitario o promocional.